# Енгарука
Енгарука (на английски: Engaruka) е изоставена система от руини в Северна Танзания с координати 2°59′37″ ю. ш. 35°58′30″ и. д. / 2.993611° ю. ш. 35.975° и. д.. Разположена е в обширната Източноафриканска рифтова долина в непосредствена близост до ръба на кратера Нгоронгоро, между езерата Маняра и Натрон. Намира се на 63 km северно от малкото градче Мто уа Мбу в края на Националния парк Езеро Маняра, по пътя към вулкана Ол Дойньо Ленгай и езерото Натрон. От едната му страна се издигат стръмните склонове на рифта, а от другата се простира обширна равнина с многобройни стада от едър рогат добитък. Територията на Енгарука се намира на над 1000 m надморска височина, а в близост до развалините се издига поредица от вулкани с височина от 2500 до 3600 m.

## Описание
Енгарука е считан за един от най-важните археологически обекти в страната и е известен с добре организираните си системи за напояване и култивация. Предполага се, че е изградена през 14 – 15 век от неизвестна общност, която се е занимавала с високоспециализирано земеделие. Разкрити са останки от около седем села, разположени по склоновете на рифта, които са били обитавани от няколко хиляди души. Могат да се видят развалини от стени на жилища и затрупани с големи купища камъни стари гробове. През средата на територията преминава непресъхваща през сезоните рекичка, а каменни стъпала, пътища и напоителни канали водят нагоре по склона на рифта до около 500 разрушени жилища. Подпорните стени на земеделските тераси са каменни, изградени без цимент и се изкачват по двата склона около селищата. Открити са повече от 5000 декара обработваеми и поливни площи. Като се има предвид размера и характера на обработваемите полета е очевидно, че селското стопанство е било доминиращо в общността, населявала Енгарука. Предполага се, че основната култура, отглеждана тук е соргото, като в допълнение са засаждани и други култури.
Напоителната система включва канали, изградени от каменни блокове, които са насочвали водата от високопланинските части към терасовидно разположените обработваеми площи. Все още чрез диги водният поток е възможно да бъде отклонен и пуснат по древните канали. Пет реки, изтичащи от източните склонове на угасналия вулкан Лолмалазин подхранват напоителната система на Енгарука. Открити са и водохранилища, покриващи площ от около 20 km2, които не се използват от местното население. Водата от тях е била ползвана през сухия сезон. Предприемани са били мерки за предотвратяване ерозията на почвата, а плодородието ѝ е било увеличавано чрез използване на оборски тор от едър рогат добитък. Открити са каменни окръжности, за които се предполага, че са играли роля на заграждения за добитъка и обхващат общо около 13 km2. Не е ясно какво е било съотношението между земеделието и животновъдството, вероятно това е променлива величина за различните периоди от съществуването на Енгарука, но отглеждането на домашни животни е било не по-малко важно за населението от земеделието.
По неизвестни причини Енгарука е била напусната и изоставена между началото на 18 век и най-късно в средата на 19 век. След изчезналото население остават много неизвестни – кои са били строителите, как са успели да изградят такава стройна и интелигентно направена напоителна система, къде и защо са се преместили.

## Климат
Климатът се характеризира с два дъждовни сезона – кратък между октомври и декември и дълъг между февруари и май. Във високопланинските кратерни земи средногодишното количество на валежите е сравнително високо – над 1000 mm. Под тях, в по-ниските части на склоновете валежите намаляват до 400 – 800 mm. Валежите в Енгарука са 460 mm/годишно.

## Изследване
- 1883 г. – Първият, който регистрира наличието на тези руини е немският военен лекар и изследовател на Африка Густав Фишер, който ги вижда на 5 юли 1883 г. и решава, че е открил развалините на древен замък.[5][2]
- 1896-1897 г. – Д-р Scoeller и д-р Кайзер изследват руините, наричайки ги Нгаруку[5] и откриват големите каменни окръжности и водохранилищата.[1][2]
- 1913 г. – Първото детайлно археологическо проучване е направено от немския геолог, вулканолог и палеонтолог професор Ханс Рек.[5]
- 1935 г. – Известните археолози и изследователи на Източна Африка Мери и Луис Лийки извършват подробно проучване на руините[1]. Те разкопават няколко от намерените каменни купове, за които очакват че покриват древни гробове, но нямат успех. Предполагат, че тук са били изградени около 5000 до 6000 жилища и при приета средна семейна структура 5, това ги довежда до извода, че населението е наброявало между 30 000 и 40 000 души. Днес се счита, че тази цифра е силно преувеличена.[2]
- 1935 г. – През юли оттук минава италианският военен Дел Гранде. Според доклада, който по-късно пише, Енгарука е бил център на значителна селскостопанска дейност, а населението му е достигало до 250 000 жители.[2]
- 1943 г. – Уотърмайер и Елиът откриват нови руини на около 4 km от Мто уа Мбу, в подножието на Източноафриканския рифт, много наподобяващи тези в Енгарука.[2]
- От 1964 до 1966 г. се правят поредица от археологични проучвания на мястото.[7]
- В наше време екип, ръководен от проф. Ари Сириайнен от Университета в Хелзинки, Финландия провежда археологически разкопки на обекта, които продължават.[1]

## Теории за произхода
Новите изследвания натрупват все повече въпроси и несигурни догадки за миналото на Енгарука. Неизвестни остават племената, които са населявали тези територии през Мезолита и Неолита, както и тези, които са я построили.
- Обективно погледнато, това не могат да бъдат масаите, които обитават околността, тъй като те са пастири и почти не се занимават със земеделие.[1]
- Има предположения, че руините са свързани с етническата група соньо, живееща на около 60 км северозападно от Енгарука. Соньо са известни с изграждането на напоителни системи за земеделските си земи и с терасовидното разположение на обработваемите площи.[5]
- Друго предположение е, че строителите на Енгарука са част от кушитските племена, свързани с нилотите, които изграждат платформи за къщите си, терасират градините и прокарват иригационни канали по тях.[7]
- Една от най-правдоподобните теории е, че Енгарука е била изградена от етническата група ираку, които обитават близките земи между езерата Еяси и Маняра. Предполага се, че са загубили битки с масаите, барабейг или други племена и се е наложило бързо да се изселят.[1] В устните легенди на ираку не се споменава нищо за Енгарука, но това е естествено, след като Енгарука е масайско название на руините. Вместо това легенди говорят за едно място, наречено Ма'ангуатай, което би могло да бъде Енгарука. Според тези легенди племето е загубило тежки битки с барабейг и се е наложило да се пресели в нови земи.[10]

## Съвременно състояние
Районът около Енгарука е населен от масаите, а близо до обекта е разположено малко село със същото име. Край древните руини сега пасат техните животни, водени тук от масайски пастири. Преминаването не едър рогат добитък през руините има силно разрушително въздействие върху тях. Ако това положение продължи още десетина години, те могат да изчезнат завинаги. Местната общност поставя искане пред правителството да се изработи подзаконов нормативен акт за забрана на достъпа на всички домашни животни до разрушения град. В замяна на това от посетителите ще бъде събирана входна такса, която ще се депозира във фонд за развитие на село. Общността сама решава за какви цели да бъдат предназначени доходите, например за подобряване на началното училище или закупуване на лекарства за едрия рогат добитък. По този начин развалините могат да бъдат съхранени и в същото време условията на живот на местните хора да бъдат подобрени.